# 가름워즈: 마지막 예언자
《갸름워즈: 마지막 예언자》(ガルム・ウォーズ ザ・ラスト)는 일본, 캐나다의 액션, SF, 스릴러 영화로, 2014년 10월 25일 도쿄 국제 영화제의 특별 초대작이다.

## 줄거리
진화된 고도의 문명과 첨단 기술로 무장한 신비의 행성 아눈.
클론 기술로 영원한 삶을 얻은 가름(GARM)종족은 끝없는 전쟁으로 세상을 황폐화시키고, 그 결과 세 부족만 남겨졌다.
최정예 전투기 함대로 하늘을 지배하는 콜럼바족, 막강한 탱크 부대와 포병대로 땅을 지배하는 브리가족, 뛰어난 과학기술 때문에 브리가족에게 지배당하는 쿰탁족.
지옥 같은 전쟁이 계속되던 어느 날, 콜럼바족 여전사 ‘카라’는 쿰탁족 원로 ‘위드’와 브리가족 특공대 ‘스켈리그’, 그리고 정체불명의 소녀 ‘나시엔’을 만난다. 아눈 행성과 가름족의 존재 뒤에 거대한 비밀이 있음을 알게 된 그들은 진실을 찾아 험난한 여행을 떠나는데….

## 출연진

### 주인공
- 랜스 헨릭슨 : 위드 역
- 케빈 두런드 : 스켈링 역
- 멜라니 생피에르 : 카라 역
- 서머 하웰 : 낫세인 역

### 주요 인물
- 돈 포드 : 사령관 역
- 앤드류 길리즈 : 심문자 역

## 수상
- 2014년 제27회 도쿄 국제 영화제 특별 초대작 - 오시이 마모루